# ブリオン

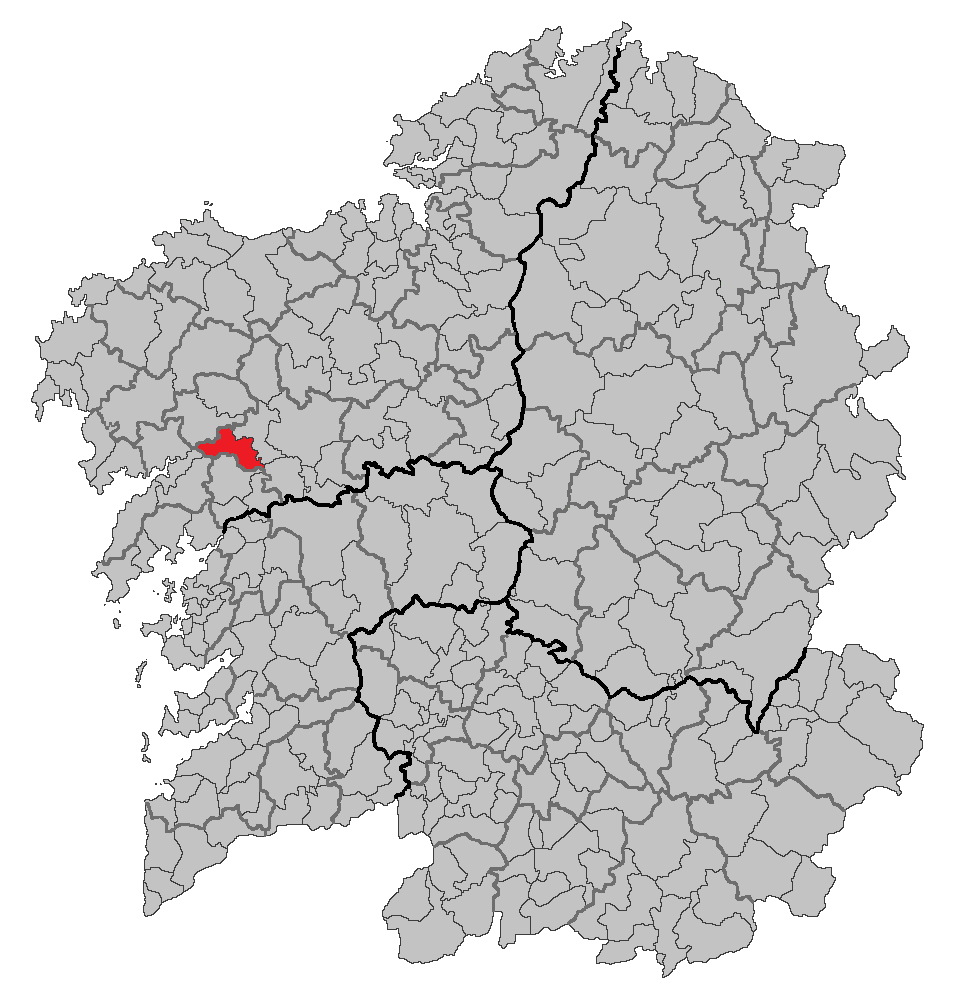

ブリオン（Brión）は、スペイン、ガリシア州ア・コルーニャ県の自治体。サンティアゴ・デ・コンポステーラの西13kmに位置し、アメス、ネグレイラ、オウテス、ノイア、ロウサーメ、ロイス、テオの各自治体と接する。コマルカ・デ・サンティアーゴを構成する自治体のひとつ。面積は74.9km2、人口は7,087人（2007年）、107の集落が存在し、9の教区に分かれている。中心地区はペドロウソス（ブリオン教区）。標高は30mから525mにわたっている。住民呼称はbrionés/-esa。
ガリシア語話者の自治体人口に占める割合は97.10％（2001年）。

## 地理

### 人口
| ブリオンの人口推移 1900－2010                           |
|                                                         |
| 出典:INE（スペイン国立統計局）1900年 - 1991年、1996年 - |

## 政治
自治体首長は、ガリシア社会党（PSdeG-PSOE）のショセ・ルイス・ガルシーア・ガルシーア（Xosé Luís García García）、自治体評議員はガリシア社会党：8、ガリシア国民党（PPdeG）：4、ガリシア民族主義ブロック（BNG）：1となっている（2011年5月22日の自治体選挙結果、得票順）。
| 1999年6月13日自治体選挙 |        |        |          |
| 政党                    | 得票数 | 得票率 | 獲得議席 |
| CGI                     | 2,280  | 57.53% | 8        |
| PPdeG                   | 1,202  | 30.33% | 4        |
| BNG                     | 257    | 6.48%  | 1        |
| PSdeG-PSOE              | 202    | 5.10%  | 0        |

| 2003年5月25日自治体選挙 |        |        |          |
| 政党                    | 得票数 | 得票率 | 獲得議席 |
| CGI                     | 2,654  | 64.45% | 9        |
| PPdeG                   | 649    | 15.76% | 2        |
| BNG                     | 487    | 11.83% | 1        |
| PSdeG-PSOE              | 287    | 6.97%  | 1        |

| 2007年5月27日自治体選挙 |        |        |          |
| 政党                    | 得票数 | 得票率 | 獲得議席 |
| PSdeG-PSOE              | 2,466  | 59.44% | 8        |
| PPdeG                   | 1,002  | 24.15% | 3        |
| BNG                     | 601    | 14.49% | 2        |

| 2011年5月22日自治体選挙 |        |        |          |
| 政党                    | 得票数 | 得票率 | 獲得議席 |
| PSdeG-PSOE              | 2,339  | 54.17% | 8        |
| PPdeG                   | 1,435  | 33.23% | 4        |
| BNG                     | 433    | 10.03% | 1        |

## 教区
ブリオンは9の教区に分けられる。
- オス・アンシェレス（サンタ・マリーア）
- バスタバーレス（サン・シュリアン）
- ボウジョン（サン･ミゲル）
- ブリオン（サン・フィンス）
- コルナンダ（サンタ・マリーア）
- ルアーニャ（サン・シュリアン）
- オンス（サンタ・マリーア）
- サン・サルバドール・デ・バスタバーレス（サン・サルバドール）
- ビセソ（サンタ・マリーア）